# 두부
두부(豆腐, 영어: Tofu)는 콩으로 만든 식품의 한 가지로, 물에 불린 콩을 매에 갈아 자루에 넣고 짜서 간수를 넣어 엉기게 한 것이다. 콩물에 간수 등을 넣어 굳혀서 각지게 만든 가공식품이다. 콩물로 두부를 만드는 것은 우유에서 치즈를 얻어 내는 것과 비슷한 기술이다. 아시아 음식이나 채식 음식에서, 튀긴 형태의 밀고기(밀가루의 글루텐으로 고기처럼 만든 음식)가 종종 두부로 오해되기도 한다. 순두부나 연두부는 두부를 만드는 과정을 약간 달리한 것이다. 비지는 두부 생산과정의 부산물이다.
은은한 향이 있어 고소하고 달콤한 요리에 활용하기 좋다. 요리와 맛에 맞게 양념하거나 재워두는 경우가 많으며, 쫄깃한 식감으로 인해 맛을 잘 흡수한다. 이는 동아시아 및 동남아시아 요리의 전통적인 구성 요소이며 중국에서는 2,000년 이상 소비되어 왔다. 현대 서양 요리에서는 고기 대용품으로 취급되는 경우가 가장 많다.
영양학적으로 두부는 칼로리가 낮으면서도 단백질 함량이 비교적 높다. 철 함량이 높으며 제조에 사용되는 응고제(예: 염화칼슘, 황산칼슘, 황산마그네슘)에 따라 칼슘 또는 마그네슘 함량이 높을 수 있다.

## 역사
두부 제조는 약 2000년 전 중국 한 왕조 시대에 처음으로 기록되었다. 중국 전설에 따르면 이 발명품은 안후이성의 류안 왕자(기원전 179~122년)가 발명했다고 한다. 두부와 그 생산 기술은 나라 시대(710~794)에 일본에 소개되었다. 일부 학자들은 두부가 베트남에 10세기와 11세기에 들어왔다고 믿고 있다.  두부는 동남아시아의 다른 지역으로도 퍼졌다. 두부는 동아시아 불교의 채식 식단에서 중요한 단백질 공급원이기 때문에 이는 불교의 확산과 일치했을 것으로 추정한다. 명나라 때의 이시진은 『본초강목』에 두부를 만드는 방법을 기술했다. 이후 두부는 지역에 따라 생산 방법, 식감, 풍미, 용도가 다양해 베트남, 태국, 한국 등 많은 국가에서 주식이 되었다.

### 기원론
두부의 기원에 관한 세 가지 이론 중 가장 일반적으로 받아들여지는 이론은 두부가 한 왕조의 왕자인 류안 공에 의해 발견되었다는 것이다. 그럴듯하지만, 이 기간 동안 신뢰할 수 있는 출처가 부족하여 이를 최종적으로 결정하기가 어렵다. 중국 역사에서 중요한 발명품은 당시의 중요한 지도자와 인물의 것으로 여겨지는 경우가 많다. 1960년, 동부 한 왕조의 무덤에서 발굴된 석조 벽화는 두부의 한 유래 이론을 뒷받침했다. 그러나 일부 학자들은 한 왕조 시대의 두부는 초보적이었고 두부로 간주되기에는 단단함과 맛이 부족했다고 주장한다.
두부의 제조법은 콩을 삶아 갈아 만든 슬러리에 불순물이 섞인 천일염을 섞어 우연히 발견했다는 설도 있다. 그러한 바다 소금에는 아마도 칼슘과 마그네슘 염이 함유되어 있어서 콩 혼합물이 응고되어 두부 같은 젤을 생성하게 되었을 것이다.
마지막 그룹의 이론은 고대 중국인이 몽골인이나 동인도인의 우유 응고 기술을 모방하여 두유를 응고시키는 방법을 배웠다고 주장한다. 고대 중국 사회에는 선진 문화에도 불구하고 유제품을 재배하고 가공하는 기술이나 지식이 존재하지 않았다. 이 이론에 대한 주요 증거는 수 왕조(AD 581-618)에 요구르트나 부드러운 치즈와 같은 일관성이 있는 요리에 사용된 문자 그대로 "우유 응고"를 의미하는 중국어 용어 로푸(乳腐) 사이의 어원학적 유사성이다. 몽골의 유제품과 생산 방법, doufu(豆腐, "응고 콩") 또는 tofu라는 용어의 영향을 받았다. 흥미롭고 가능성 있는 이야기이기는 하지만 학문적 추측 이상으로 이 이론을 입증할 증거는 없다.

### 동아시아

#### 한국
한국에는 언제 들어왔는지 확실치 않으나 고려 말 이색(李穡)의 『목은집』에 두부에 관한 시가 실려 있다. 그리고 두부 만드는 법은 조선 시대의 『임원십육지(林園十六志)』, 『군학회등(群學會騰)』, 『농정회요(農政會要)』에 나와 있다.

#### 중국
두부의 한 형태는 한나라 때 발견되었을 수도 있으나, 송나라(960~1279년)까지는 중국에서 인기 있는 음식은 아니었다.
중국에서는 전통적으로 두부를 죽은 친척의 무덤을 방문할 때 음식으로 사용했다. 귀신이 턱과 턱이 없어진 지 오래되어 두부만이 부드러워서 먹을 수 있다고 한다. 중국에 냉장 보관이 가능하기 전에는 두부가 추운 날씨에도 쉽게 상하지 않기 때문에 두부는 겨울에만 판매되는 경우가 많았다. 따뜻한 계절에는 한번 만든 두부를 하루 이상 보관하면 상하게 된다.

#### 일본
일본에서는 나라시대(710~794)에 두부가 중국에서 들어왔다고 하며 동남아시아까지 퍼져서 인기를 끌었다.
두부는 나라 시대(8세기 후반)에 선불교 승려들에 의해 일본에 소개되었으며 처음에는 "중국 두부"(唐腐, tofu)라고 불렀다. 임진왜란(1592~1598) 이후 한국의 의사이자 전쟁 포로에 의해 오늘날의 고치현인 도사국에 두부의 확고한 변형이 소개되었다. 동아시아에서 두부의 초기 사용의 대부분은 불교 승려, 특히 선불교를 따르는 승려들이 고기와 생선을 대체하는 채식이었다.
두부에 관한 최초의 일본 문서에는 1183년 나라의 가스가 신사에 제물로 바쳐졌던 요리가 언급되어 있다. 에도 시대 1782년에 출판된 두부백친(豆腐百珍)이라는 책에는 두부 요리법 100가지가 나와 있다.

### 동남아시아
동남아시아에서는 푸젠성에서 온 중국인 이민자들에 의해 두부가 이 지역에 도입되었다. 이는 동남아시아의 많은 국가에서 부드럽거나 단단한 두부를 의미하는 민난 중국어 단어 또는 "tāu-hū" 또는 "tāu"를 사용하여 두부를 언급하는 것으로 입증되었다. 인도네시아, 말레이시아, 싱가포르, 태국, 캄보디아, 미얀마, 필리핀, 베트남에서는 두부가 널리 사용되며 많은 현지 요리에 사용된다.
두부는 인도네시아에서 tahu라고 불린다.
두부는 말레이시아와 싱가포르에서는 타우후(tauhu)라고 불린다. 말레이시아와 싱가포르 인도인들은 인도 미고렝, 로작 파셈보르 등의 요리에 두부를 사용한다. 프라나칸 요리는 락사 피낭처럼 두부를 사용하는 경우가 많다. 인도네시아, 태국, 말레이시아, 필리핀은 두부의 주요 생산국이며 많은 지방자치단체에 공장을 두고 있다.
필리핀의 두부는 아침 식사 간식 타호(豆腐 "tāu-hū") 또는 토카(보통 튀겨지는 건조하고 단단한 두부, 즉 豆干 "tāu-goan")로 널리 먹는다. 이는 주요 식사와 수많은 지역 요리에서 고기를 대체하는 주요 재료이다. 두부는 10~13세기에 송나라 중국 선원과 상인에 의해 필리핀 식단의 주요 음식이 된 다른 많은 음식과 함께 군도에 도입되었다. 두부의 이용과 생산은 처음에는 세부나 톤도 등 영향력 있는 중국 소수민족이 거주하는 도심으로 제한되었지만, 빠르게 외딴 원주민 마을과 섬까지 퍼졌다.

## 제조
제품이나 생산 규모에 관계없이 두부 생산은 기본적으로 다음으로 구성된다.
1. 두유의 제조
2. 두유가 응고되어 커드(두화)를 형성하는 과정
3. 두부를 눌러 두부케이크를 만드는 과정

낙농동물의 젖을 응고시켜 커드를 만들고 이를 압착, 숙성시켜 치즈를 만드는 방식으로 유제품 치즈를 생산하는 것과 유사하다. 두부를 만드는 일반적인 과정은 콩을 씻고, 불리고, 물에 갈고, 여과하고, 삶고, 응고시키고, 압착하는 과정을 거친다.
삶은 두유에 부유하는 단백질과 기름(유화액)의 응고는 두부 제조에 있어서 가장 중요한 단계이다. 이 과정은 응고제의 도움으로 수행된다. 응고는 복잡한 상호작용에 따라 달라진다. 사용된 대두에 포함된 단백질의 다양성과 비율, 슬러리 조리 온도, 응고 온도 및 기타 요인을 포함하여 많은 변수가 있다.
대두 단백질은 주로 7S와 11S 단백질로 구성된다. 이러한 글로불린의 음전하는 표면 전하로 인해 일반적으로 서로 반발하게 된다. 두유를 가열하면 단백질이 변성되고 일반적으로 글로불린 구조 내부를 향하는 소수성 그룹이 노출된다. 응고제의 양이온은 음전하를 띤 그룹과 결합한다. 단백질 분자의 순 전하가 중화됨에 따라 매력적인 소수성 상호 작용이 반발하는 정전기 전하를 지배하고 단백질 응집체가 형성된다.
두 가지 유형의 응고제(염과 산)가 상업적으로 사용된다.

## 영양
두부에는 주원료 콩의 아이소플라본 성분을 비롯해 단백질, 지질, 사포닌, 식이섬유 및 레시틴, 각종 비타민과 무기질 등이 함유되어 있다.

### 단백질
두부는 단백질 함량이 상대적으로 높아 단단한 두부의 경우 약 10.7%, 부드러운 연두부의 경우 5.3%, 질량 분율로 보면 지방은 각각 약 5% 및 2%이다. 두부 덩어리의 대부분은 물로 이루어져 있으며 일반적으로 76%에서 91% 사이이다.

### 알레르기
두부는 콩으로 만들어졌기 때문에 콩류에 알레르기가 있는 사람은 섭취하지 않는 것이 좋다.

### 한의학의 주장
두부는 한의학에서 냉각제로 간주된다. 비장에 활력을 주고, 기를 보하고, 양의 공허를 적시고 식혀주며, 몸의 해독작용이 있다고 한다. 그러나 그러한 주장을 뒷받침하는 과학적 증거나 암시된 개념은 없다.

## 종류
서양과 동양 시장 모두에서 다양한 종류와 맛의 두부를 구입할 수 있다. 옵션의 범위에도 불구하고 두부 제품은 두유에서 직접 생산되는 '생두부'와 신선한 두부를 사용하여 생산되는 '가공두부'의 두 가지 주요 부류로 나눌 수 있다. 두부 생산은 또한 다양한 요리에 사용되는 중요한 부산물을 생성한다.

### 순두부
순두부는 매우 부드러운 두부이다. 두유를 왕소금으로 이루어진 해수나 식염수에 섞어 응고시킨다. 이것이 부드러운 상태로 유지된다. 방금 만든 순두부는 양념을 하지 않거나 거의 하지 않고 끓여서 먹는다. 제조된 순두부는 보통 튜브 형태로 판매된다. 순두부찌개의 주 재료이기도 하다.
강원도 강릉시의 초당두부마을의 순두부가 유명하다.

### 연두부
연두부는 물기가 남은 상태를 유지하면서 압착되지 않은 두부의 하나로, 수분량이 매우 많다. 두유를 응고시켜 만든다.

### 모두부
모두부는 물기를 빼내고 압착한 두부이지만 상당한 양의 수분을 함유하고 있다.

### 건두부
건두부는 상당량의 수분이 함유되어 있지 않은 두부이다.

## 요리
두부는 일반적으로 두부를 음식으로 먹기보단 음식의 부재료로 사용되는 경우가 많다.
- 한국에서는 주로 국이나 찌개에 넣어 먹거나  된장 찌개,미소 된장국//두부김치라 하여 두부에 돼지고기와 김치를 곁들여 먹기도 한다.
- 두부와 채소를 주재료로 만드는 두부덮밥으로 먹기도 한다.(마파두부)

- 두부탕 – 돼지고기와 표고를 볶다가 뜨거운 물을 붓고 끓인 다음 두부를 넣어 만든 탕이다.[11]
- 두부전골 -틀:두부와 틀:버섯을 넣고 뜨거운 물과 고춧가루를 넣고 육수를 부어 만든 전골이라 할 수 있다.

## 사진
- 두부 부침
- 두부 부침
- 두부 스테이크

## 유부
두부를 얇게 썰어 기름에 튀긴 유부(중국어: 油腐, 영어: Fried tofu)도 만들어 먹는데, 유부는 유부초밥, 유부전골의 재료이다.

## 화학
두부는 탁한 콜로이드 액체/용액인 두유로 만들어진다. 두부의 구조는 두유 성분, 특히 단백질 입자 및 기름 소구체와 같은 콜로이드 성분과 관련이 있다. 대두의 글로불린 비율이 증가할수록 단백질 입자 함량도 증가한다. 두부 품종은 다양한 농도의 응고제를 첨가하여 만들어진다.

## 단백질
두부 제조에 중요한 대두의 두 가지 주요 구성 요소는 글리시닌을 포함하는 11S 구성 요소와 헤마글루티닌, 리폭시게나제, b-아밀라제 및 β-콘글리시닌을 포함하는 7S 하위 단위이다. 대두 단백질의 65~85%를 구성하는 두 부분의 주요 대두 단백질 성분에는 글리시닌과 β-콘글리시닌이 포함된다. 대두 단백질은 열, pH 및 이온 강도에 민감하고 아미노산 구성으로 인한 친수성 및 소수성 상호 작용으로 인해 가용성 및 미립자 분획 간에 고르지 않게 분포되는 다양한 하위 단위로 구성된다.

## 같이 보기
- 두부껍질
- 유부
- 포두부
- 푸루
- 푸주